# Dendropicos
Dendropicos este un gen de ciocănitori din familia Picidae. Sunt ciocănitori mici, originare din pădurile subsahariene.

## Taxonomie
Genul Dendropicos a fost introdus de ornitologul francez Alfred Malherbe în 1849. Specia tip a fost ulterior desemnată ca una dintre subspeciile ciocănitoarei cardinal. Cuvântul Dendropicos provine din grecescul dendron care înseamnă „copac” și pikos pentru „ciocănitoare”. Studiile de genetică moleculară au arătat că genul Dendropicos este soră cu genul Chloropicus.
Genul Dendropicos conținea anterior mai multe specii suplimentare. Un studiu filogenetic molecular din 2015, care a analizat secvențele de ADN nuclear și mitocondrial de la ciocănitoarele de pădure, a constatat că Dendropicos era polifiletic.

### Specii
Genul conține următoarele 12 specii:
- Dendropicos elachus
- Dendropicos poecilolaemus
- Dendropicos abyssinicus
- Dendropicos fuscescens
- Dendropicos gabonensis
- Dendropicos lugubris
- Dendropicos stierlingi
- Dendropicos elliotii
- Dendropicos goertae
- Dendropicos spodocephalus
- Dendropicos griseocephalus
- Dendropicos obsoletus